# Emil Post
Emil Leon Post (Augustów, Polônia do Congresso, no Império Russo (atual Polônia), 11 de fevereiro de 1897 – Nova York, Estados Unidos, 21 de abril de 1954) foi um matemático polonês-estadunidense.

## Vida
Os pais de Emil Post eram os poloneses judeus Arnold e Pearl Post. Ele nasceu e viveu seus sete primeiros anos de vida com os pais na Polônia, na época sob o jugo da Rússia. Em maio de 1904 sua família, na esperança de uma vida melhor, emigrou para os Estados Unidos, se fixando em Nova York.
Emil foi uma criança extraordinariamente brilhante, mas um trágico acidente em sua infância lhe custou um braço e problemas mentais bem sérios com os quais conviveu por toda a sua vida adulta.
Foi disponibilizada uma bolsa escolar para Emil na Townsend Harris High School, uma escola secundarista para alunos com talentos especiais, que se situava no mesmo local que o College of the City of New York. Após a conclusão do curso secundário, Post permaneceu no mesmo campus, continuando seus estudos na referida faculdade.
Apesar de hoje ser considerado como especialista em  Lógica Matemática, Emil se interessou primeiramente pela Astronomia. No entanto, durante seus estudos de Matemática no College of the City of New York, acabou por ser atraído pelas questões de Lógica. Ainda como graduando na faculdade ele escreveu seu primeiro artigo sobre Diferenciação Generalizada. A questão proposta foi fascinante: o que o operador diferencial {\displaystyle D^{n}} significa se n não for um número inteiro? Entretanto, como o escreveu enquanto ainda era um graduando, Post não enviou seu artigo para análise junto ao American Mathematical Society até 1923, e o mesmo não foi publicado até 1930. Ele continha uma ideia realmente relevante, provando um resultado importante sobre a inversa da Transformada de Laplace. Essa publicação apareceu bem após a graduação de Post como bacharel pelo City College em 1917.
Após a graduação como bacharel, Post iniciou a pós-graduação na Columbia University. Um evento significativo para a carreira de Post foi a publicação do Principia Mathematica, de Bertrand Russell e Alfred North Whitehead. O primeiro volume do Principia Mathematica foi publicado em 1910, o segundo em 1912, e o terceiro em1913. Quando Post iniciou seus estudos de graduação, o projeto estava em pleno desenvolvimento, e Post participou de um seminário de Cassius Jackson Keyser em Columbia sobre o Principia Mathematica. Post foi agraciado com o grau de Mestre em 1918 e de Ph.D. em 1920. Sua tese de doutorado foi sobre lógica matemática, e o discutiremos mais profundamente em um momento, mas primeiro nos permita dizer que Post escreveu um segundo artigo como monografia para a pós-graduação, que foi publicado antes do primeiro artigo, que foi um curto trabalho sobre a equação funcional da Função Gama.
Voltemos à tese de doutorado de Post, na qual ele provou a completude e a consistência do cálculo proposicional descrito no Principia Mathematica através da introdução do método da tabela verdade. Ele então generalizou este seu método, que era baseado nos dois valores "verdadeiro" e "falso", para um método que tinha um número finito arbitrário de valores verdadeiros. O final, e talvez a mais marcante inovação de Post, foi a introdução em sua tese de um modelo para sistemas de lógica como sistemas de inferência baseados em um processo finito de manipulação de símbolos. Assim, o sistema lógico proposto por Post produz, na terminologia atual, um conjunto de palavras recursivamente enumerável em um alfabeto finito. Poderíamos imparcialmente dizer que a tese de Post marcou o nascimento da Teoria da Prova.

Depois de seu doutoramento, Post foi para a Universidade de Princeton, onde permaneceu por uma ano como supervisor assistente. Ele retornou para a Columbia University e, logo após sua volta, ele teve seu primeiro surto de uma doença que se repetiu ao longo de sua carreira e limitou o que ele poderia ter alcançado. Como Davis escreveu:
"Ele  sofreu por toda a sua vida adulta de um distúrbio incapacitante maníaco-depressivo em uma época em que não havia tratamentos com medicamentos disponíveis para o seu mal."

## Artigos selecionados
- Post, Emil Leon (1919). «The Generalized Gamma Functions». Annals of Mathematics. Second Series. 20 (3): 202–217. JSTOR 1967871. doi:10.2307/1967871
- Post, Emil Leon (1921). «Introduction to a General Theory of Elementary Propositions». American Journal of Mathematics. 43 (3): 163–185. JSTOR 2370324. doi:10.2307/2370324. hdl:2027/uiuo.ark:/13960/t9j450f7q
- Post, Emil Leon (1936). «Finite Combinatory Processes – Formulation 1». Journal of Symbolic Logic. 1 (3): 103–105. JSTOR 2269031. doi:10.2307/2269031
- Post, Emil Leon (1940). «Polyadic groups». Transactions of the American Mathematical Society. 48 (2): 208–350. JSTOR 1990085. doi:10.2307/1990085
- Post, Emil Leon (1943). «Formal Reductions of the General Combinatorial Decision Problem». American Journal of Mathematics. 65 (2): 197–215. JSTOR 2371809. doi:10.2307/2371809
- Post, Emil Leon (1944). «Recursively enumerable sets of positive integers and their decision problems». Bulletin of the American Mathematical Society. 50 (5): 284–316. doi:10.1090/s0002-9904-1944-08111-1 .